# Polycétide
Les polycétides
sont un groupe de métabolites secondaires de bactéries, champignons, végétaux et animaux qui proviennent de la condensation itérative de sous-unités acétyle ou malonyle par des enzymes spécialisées, les polycétide synthases (PKS). Ils contiennent une alternance de groupes carbonyle et méthylène (-C(=O)-CH2-), ou sont dérivés de précurseurs contenant une telle alternance. 

Polycétides
Geldanamycine (antibiotique)
Doxycycline (antibiotique)
Érythromycine (antibiotique)
Aflatoxine B1, l'un des composés les plus cancérigènes connus.

Ils servent également de matières premières pour un éventail étendu de produits naturels et semi-synthétiques.
Les polycétides représentent une famille très diverse de produits naturels possédant une très large gamme d'activité biologique et de propriétés pharmacologiques. Des polycétides sont commercialisés en tant qu'antibiotiques, antimycotiques, cytostatiques, hypocholestérolémiants, antiparasitaires, coccidiostatiques, facteurs de croissance animale et insecticides naturels.

## Exemples
- Macrolides
  - Picromycine, le premier macrolide à avoir été isolé (1951).
  - Les antibiotiques érythromycine B, clarithromycine, et azithromycine.
  - Le tacrolimus (FK506) (ou fujimycine), aux propriétés immunosuppressives.
- antibiotiques polyènes
  - Amphotéricine B.
- antibiotiques de la famille des cyclines
- Autres
  - Discodermolide
  - Anthracimycine

## Synthèse biologique
La biosynthèse des polycétides offre beaucoup de ressemblance avec celle des acides gras.